# Jesús Guadalupe González Gallegos

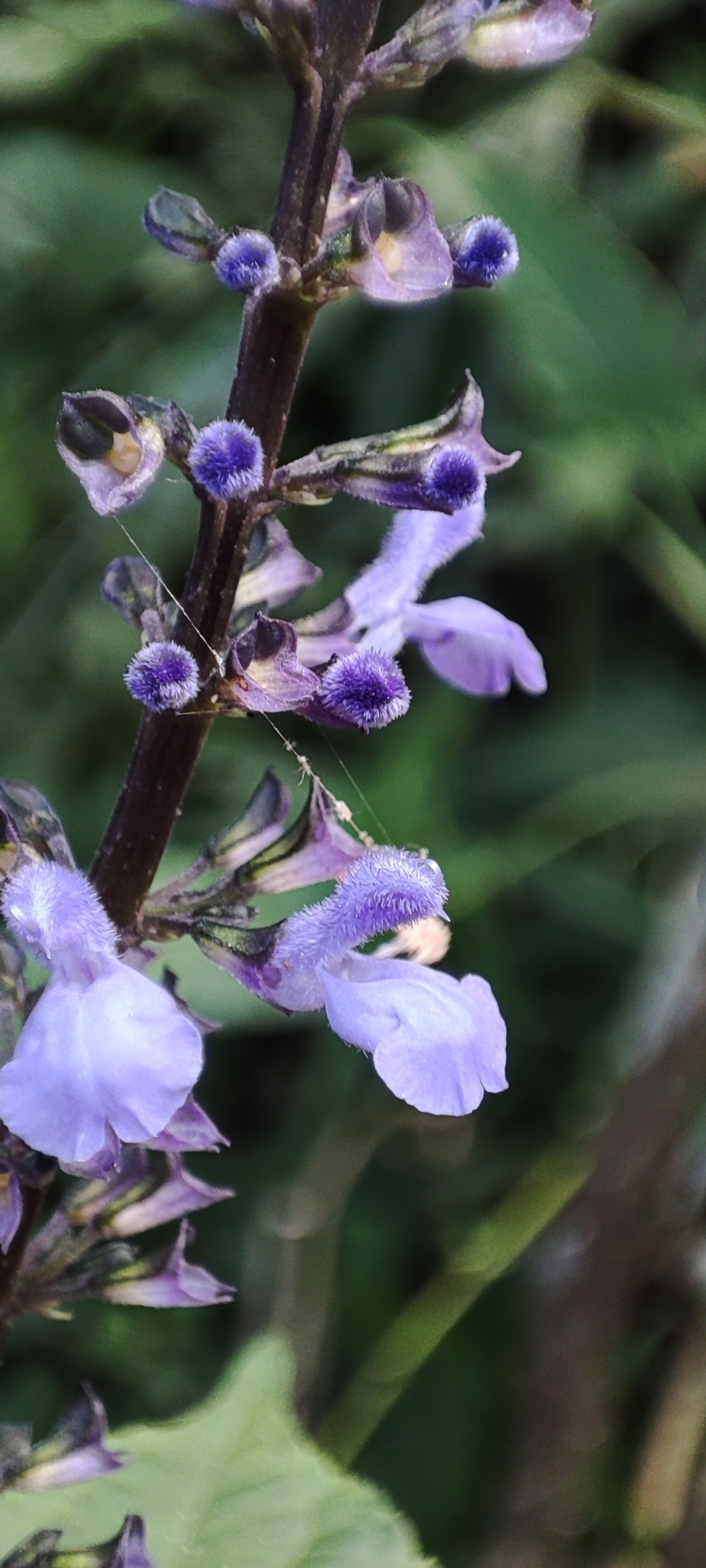
Salvia ibugana, especie de lamiácea descrita por J.G.González.

Jesús Guadalupe González Gallegos es un botánico, taxónomo, investigador y profesor mexicano especializado en el estudio de las lamiáceas. Es egresado de la Universidad de Guadalajara, miembro del Sistema Nacional de Investigadores y profesor investigador del CONAHCyT en el CIIDIR Durango. Es el editor en jefe de la revista de divulgación científica Diversaberes. Como investigador, ha descrito más de 50 especies de lamiáceas como salvias, chías y mirtos. Su abreviatura botánica oficial en el Índice Internacional de Nombres de las Plantas (IPNI) es J.G.González.

## Vida académica
Jesús Guadalupe González Gallegos estudió la licenciatura en Biología el Centro Universitario de Ciencias Biológicas y Agropecuarias de la Universidad de Guadalajara, donde también cursó un doctorado en Biosistemática, ecología y manejo de recursos naturales y agrícolas (BEMARENA). Realizó dos de investigación en el Departamento de Botánica de la Universidad de Wisconsin, Estados Unidos. Es miembro del Sistema Nacional de Investigadores (Nivel I) y catedrático del Centro Interdisciplinario de Investigación para el Desarrollo Integral Regional (CIIDIR) en el estado de Durango. Su principal línea de investigación es la familia Lamiaceae, que incluye especies como salvias, mirtos, chía o tlacotes.
Es editor en jefe de la revista de divulgación científica Diversaberes publicada por el CIIDIR Durango.

### Cátedra
Como catedrático universitario, ha impartido clases de botánica sistemática, botánica general, tópicos selectos de ecología, nomenclatura botánica, evolución y biogeografía, taxonomía vegetal aplicada y espermatofitas. Ha asesorado tesis de licenciatura, maestría y doctorado, y cuenta con más de 50 publicaciones entre artículos de investigación, libros y capítulos de libros, en autoría y coautoría. 
Ha dirigido y participado en varios proyectos de investigación como:
- Sistemática, filogenia y biogeografía del género Salvia L. (Lamiaceae) en México
- Diagnóstico del conocimiento taxonómico y florístico del norte de México
- Biogeografía de las cactáceas de Durango
- Citogenética de plantas de Durango y zonas aledañas
- Coniferales de la Sierra Madre Occidental.[1]

### Especies descubiertas
Como botánico ha descubierto y reclasificado 55 especies distintas; su abreviatura botánica se usa en las siguientes especies:
- Agastache sandersiana J.G.González, J. Torrey Bot. Soc. 144(1): 97 (2016).
- Bletia santosii H.Ávila, J.G.González & Art.Castro, Brittonia 71(4): 360 (2019).
- Clinopodium eplingianum J.G.González, Martorell & García-Meza, Phytotaxa 653(3): 200 (2024).
- Clinopodium haraverianum J.G.González, Figueroa & Velázquez-R., Bot. Sci. 101(2): 593 (2023).
- Cunila jaliscana García-Peña & J.G.González, Phytotaxa 125(1): 17 (2013).
- Cunila socorroae García-Peña & J.G.González, Phytotaxa 453(1): 31 (2020).
- Hyptis cualensis J.G.González & Art.Castro, Phytotaxa 163(3): 154 (2014).
- Hyptis macvaughii J.G.González & Art.Castro, Phytotaxa 163(3): 158 (2014).
- Polianthes cernua Art.Castro, J.G.González & Aarón Rodr., Phytotaxa 201(2): 143 (2015).
- Salvia subg. Dorystaechas (Boiss. & Heldr. ex Benth.) J.B.Walker, B.T.Drew & J.G.González, Taxon 66(1): 140 (2017).
- Salvia subg. Meriandra (Benth.) J.B.Walker, B.T.Drew & J.G.González, Taxon 66(1): 140 (2017).
- Salvia subg. Perovskia (Kar.) J.B.Walker, B.T.Drew & J.G.González, Taxon 66(1): 140 (2017).
- Salvia subg. Rosmarinus (L.) J.B.Walker, B.T.Drew & J.G.González, Taxon 66(1): 141 (2017).
- Salvia subg. Zhumeria (Rech.f. & Wendelbo) J.B.Walker, B.T.Drew & J.G.González, Taxon 66(1): 142 (2017).
- Salvia albicalyx J.G.González, Phytotaxa 77: 10 (2013).
- Salvia albiterrarum J.G.González & Art.Castro, Phytotaxa 93(2): 54 (2013).
- Salvia beltraniorum J.G.González, Pío-León & Art.Castro, Phytotaxa 529(1): 161 (2021).
- Salvia bungei J.G.González, Taxon 66(1): 140 (2017).
- Salvia cacomensis J.G.González, J.G.Morales & J.L.Rodr., Revista Mex. Biodivers. 83(2): 342 (2012).
- Salvia cajamarcana J.G.González, Uría & M.Roncal, Phytotaxa 597(1): 20 (2023).
- Salvia carreyesii J.G.González, Revista Mex. Biodivers. 84(1): 8 (2013).
- Salvia concolor var. ilitisii J.G.González & A.Vázquez, Revista Mex. Biodivers. 83(3): 592 (2012).
- Salvia cualensis J.G.González, Phytotaxa 74: 50 (2012).
- Salvia cualensis var. perezii J.G.González, Phytotaxa 74: 53 (2012).
- Salvia durangensis J.G.González, Syst. Bot. 40(4): 1094 (2015).
- Salvia evadens J.G.González & Art.Castro, Nordic J. Bot. 34(4): 390 (2016).
- Salvia gibbosa J.G.González, Uría & E.Rodr., Phytotaxa 672(3): 256 (2024).
- Salvia gomezpompae J.G.González & Bedolla, Bot. Sci. 99(4): 978 (2021).
- Salvia gracilicaulis J.G.González, Uría & E.Rodr., Phytotaxa 672(3): 259 (2024).
- Salvia ibugana J.G.González, Revista Mex. Biodivers. 84(1): 10 (2013).
- Salvia meera Ramamoorthy ex J.G.González & Santana Mich., Revista Mex. Biodivers. 83(3): 593 (2012).
- Salvia odam J.G.González, Syst. Bot. 40(4): 1096 (2015).
- Salvia omissa J.G.González, Phytotaxa 236(3): 220 (2015).
- Salvia ozolotepecensis J.G.González & Fragoso, Phytotaxa 362(2): 145 (2018).
- Salvia palmetorum J.G.González & Carnahan, Revista Mex. Biodivers. 90(3)-e902930: 2 (2019).
- Salvia patriciae J.G.González & Martínez-Ambr., Phytotaxa 362(2): 151 (2018).
- Salvia pobedimovae J.G.González, Taxon 66(1): 141 (2017).
- Salvia pugana J.G.González & Art.Castro, Phytotaxa 93(2): 52 (2013).
- Salvia ramirezii J.G.González, Revista Mex. Biodivers. 84(1): 12 (2013).
- Salvia reginae J.G.González & J.H.Vega, Willdenowia 49(3): 320 (2019).
- Salvia rhizomatosa J.G.González, Art.Castro & H.Ávila, Phytotaxa 434(2): 265 (2020).
- Salvia rogersiana Ramamoorthy ex J.G.González & Cuevas, Revista Mex. Biodivers. 83(3): 598 (2012).
- Salvia ruizii J.G.González, Uría & E.Rodr., Phytotaxa 672(3): 261 (2024).
- Salvia santanae Ramamoorthy ex J.G.González & Guzm.-Hern., Revista Mex. Biodivers. 83(3): 600 (2012).
- Salvia sirenis J.G.González & Gonz.-Adame, Phytotaxa 362(2): 154 (2018).
- Salvia spellenbergii J.G.González, Willdenowia 49(3): 323 (2019).
- Salvia strobilifera (Benth.) J.G.González, Taxon 66(1): 140 (2017).
- Salvia tilantongensis J.G.González & Aguilar-Sant., Acta Bot. Mex. 109: 13 (2014).
- Salvia topiensis J.G.González, Phytotaxa 77: 13 (2013).
- Salvia vazquezii subsp. tancitaroensis J.G.González & A.Vázquez, Brittonia 64(4): 348 (2012).
- Salvia wixarika J.G.González, Phytotaxa 260(2): 178 (2016).
- Scutellaria cuevasiana J.G.González & A.Vázquez, Revista Mex. Biodivers. 84(1): 21 (2013).
- Scutellaria sublitoralis J.G.González, Revista Mex. Biodivers. 84(1): 23 (2013).
- Sisyrinchium jacquelineanum Art.Castro, H.Ávila & J.G.González, Syst. Bot. 47(2): 320 (2022).
- Stachys harkerae J.G.González, Ann. Bot. Fenn. 52(5-6): 346 (2015).